# لقاط

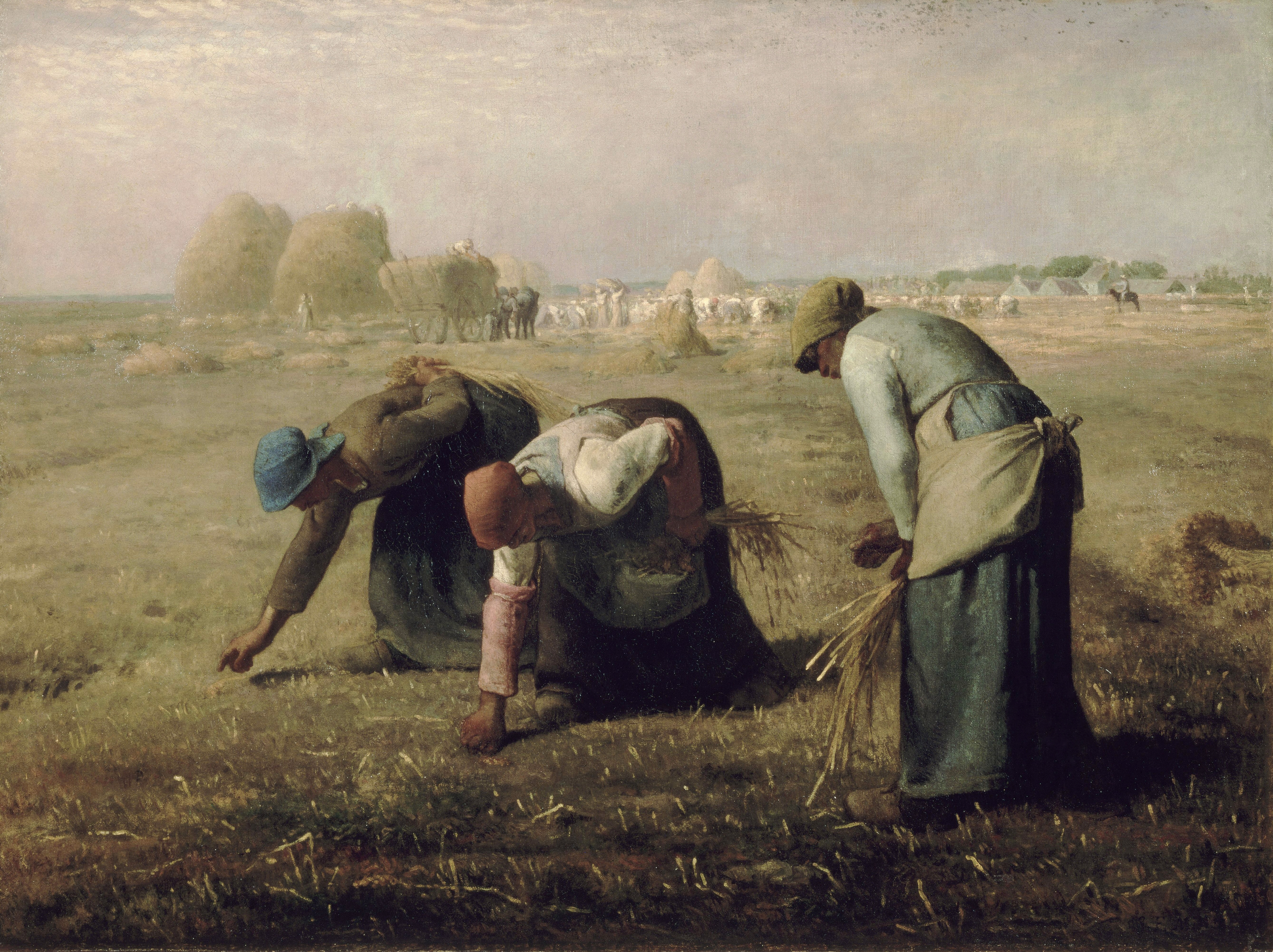
حاصدات السنابل بريشة جان فرانسوا ميليه، 1857.

اللَّقْط أو اللقاط هو عملية جمع بقايا المحاصيل من حقول المزارعين بعد أنن تم حصادها تجاريًا أو الحقول التي لا تكون مربحة اقتصاديًا للحصد.إنها ممارسة موصوفة في الكتاب القدس العبري أصبحت استحقاقًا قانونيًا للفقراء في عدد من الممالك المسيحية. يُسمّى ما يُجمع اللُّقاطة.

## الكتاب المقدس
بناءً على كتاب سفر التثنية والتوراة (سفر اللاويين)، المُزارع يجب ان تُترك زوايا حقولهم دون حصاد (pe’ah) لا يجب ان تلتقط ما يتم اسقاطه (لقاط) ولا يجب حصاد أي منتجات ذات مظهر زائد التي تم نسيانها عندما حصدوا معظم الحقول  في إحدى المناسبات جاء ذلك في التوراة (سفر اللاويين), يضاف ذلك في الكرم (مزرعة) ، يجب ترك بعض العنب غير مجمع، بيان موجود أيضًا في سفر التثنية.
بالإضافة إلى ان هذه الايات من (الكتاب المقدس) تقضي بعدم ضرب أشجار الزيتون في مناسبات متعددة، وكل ما تبقى من الضرب الأول يجب تركه بحسب لاويين، يجب ترك هذه الأشياء للفقراء والغرباء (الأجانب) وأمر سفر التثنية أن يترك للأرامل، الغرباء والأيتام من الأبوين. يحكي كتاب سفر راعوث عن لقاط الأرملة راعوث لتزويد نفسها وحماتها (ام زوجها)، نعومي، التي كانت أيضًا أرملة.

## آراء ربانية
في الادب الحاخامي الكلاسيكي، قيل أن القوانين الكتابية المتعلقة بالمخزون الفائض تنطبق فقط على حقول الحبوب،بستان، وكرم. لم يُسمح للمزارع بالاستفادة من اللقاط، ولم يُسمح بالتمييز بين الفقراء، ولا تحاول أن تخيفهم بعيدًا مع الكلاب أو الأسود؛ لم يُسمح للمزارع حتى بمساعدة أحد الفقراء على جمع المخزون الفائض. ومع ذلك، قيل أيضا أن القانون لا ينطبق إلا في كنعان، على الرغم من أن العديد من الكتاب الحاخامات الكلاسيكيين، الذين كان مقرهم في بابل، تطبيق القوانين هناك أيضًا؛ كان ينظر إليها أيضًا على أنها تنطبق فقط على فقراء اليهود، لكن الفقراء غير اليهود سمح لهم بالاستفادة من بقصد السلام المدني.

## الممارسات الأوروبية التاريخية
لقاط من قبل آرثر هيوز
في أجزاء كثيرة من أوروبا، بما في ذلك إنجلترا وفرنسا، كان الحق المكتسب في الكتاب المقدس في جمع الحقول محجوزًا للفقراء. حق، واجب التنفيذ بموجب القانون، التي استمرت في أجزاء من أوروبا حتى العصر الحديث.
في إنجلترا في القرن الثامن عشر، كان اللقاط حقًا «لسكان الاكواخ» أو السكان الذين لا يملكون ملكية الأراضي. في القرية الصغيرة أو قندلفت (رتبة الكنيسة)، غالبًا ما يقرع جرس الكنيسة جرس الكنيسة في الساعة الثامنة صباحًا ومرة أخرى في السابعة مساءً لإخبار اللاقطين بموعد بدء العمل وإنهائه. انتهى هذا الحق القانوني بشكل فعال بعد قرار Steel v Houghton عام 1788م.

## العصور الحديثة
لقاط الألمان الفقراء في عام 1956
يجادل شولحان عاروخ بأن المزارعين اليهود لم يعودوا ملزمين بإطاعة حكم الكتاب المقدس. ومع ذلك، في الاحتلال الإسرائيلي الحديث، يصر حاخام اليهودية الأرثوذكسية على أن اليهود يسمحون باللقاط حتى يستهلكها الفقراء والغرباء خلال السنة السبتية (هي سنة كل سبع سنوات اراح فيها الأرض)
في العالم الحديث، تمارس الجماعات الإنسانية اللقاط التي توزع الطعام القاط على الفقراء والجياع؛ في سياق حديث، يمكن أن يشمل ذلك جمع الطعام من محلات السوبر ماركت في نهاية اليوم الذي سيتم التخلص منه. هناك عدد من المنظمات التي تمارس اللقاط لحل قضايا الجوع المجتمعي. جمعية سانت أندرو ، على سبيل المثال، مكرسة للدور.
عندما يلتقط الناس ويوزعون الطعام، قد يجلبون لأنفسهم مخاطر قانونية؛ في الاتحاد السوفيتي، قانون السنبيلات (يترجم أحيانًا «قانون اللقاط») تجريم اللقاط، تحت طائلة عقوبة الإعدام، أو 20 سنة من العمل الجبري في ظروف استثنائية. في الولايات المتحدة، قانون بيل إيمرسون السامري الصالح لعام 1996(the Bill Emerson Good Samaritan Act of 1996)، الحد من مسؤولية الجهات المانحة على حالات الإهمال الجَسيم  أو سوء السلوك المتعمد، تخفيف من اللقاط من الكثير من المخاطر التي يُزعم أنها تعيق توصيل فائض الطعام من المطاعم ومرافق تناول الطعام إلى مراكز الغذاء الطارئة. يستبق قانون التطوع لمساعدة الغريب واغاثته، التي توفر حماية اقل.
في جزيرة بالي، يسمح القانون التقليدي بقطف الفاكهة من شجرة من قبل المارة من الأرض - حتى لو كانت الشجرة على أرض خاصة.

## اللقاط في الفن
اللاقطين (Léon Augustin Lhermitte،1898)
كان اللقاط موضوعًا شائعًا في الفن، خاصة في القرن التاسع عشر. اللقاط في ريف فرنسا تم تمثيله في لوحات Des Glaneuses (1857) بواسطة جان فرانسوا ميليتت، وLe rappel des glaneuses(1859)بقلم جول بريتون (image)، واستكشفت في فيلم وثائقي / تجريبي 2000، The Gleaners and I ، من تأليف Agnès Varda
رسم فنسنت فان جوخ لامرأة الفلاحين تقوم باللقاط  في منطقة Nuenen ، هولندا (1885) في مجموعة Charles Clore

## تجميع الصوف
جمع الصوف بواسطة هنري هربرت لا ثانغ
تجميع الصوف هو ممارسة شبيهة باللقاط ولكن بالنسبة للصوف. كانت الممارسة، التي عفا عليها الزمن الآن، هي جمع قطع من الصوف التي تم الإمساك بها على حواجز النباتات الشائكة أو سقطت على الأرض أثناء مرور الأغنام. التجول المتعرج لجمع الصوف تؤدي إلى الإحساس الاصطلاحي للكلمة على أنها تعني تجول العقل بلا هدف.
| ابحث عن جمع الصوف (woolgathering)في ويكاموس، القاموس الحر |

نشاط اللقاط على نجيل بحري